# Socioekonomisk indelning
Socioekonomisk indelning är det sätt som samhällsstatistiker indelar ett lands befolkning i socioekonomiska grupper vilket kan sägas vara statistikens närmaste motsvarighet till samhällsklasser. 

## Storbritannien

### NRS
Den vanligaste socioekonomiska indelningen i Storbritannien kallas NRS social grade och är baserat på huvudinkomsttagarens huvudyrke.
| Grad | Samhällsklass             | Yrken | Andel av den brittiska befolkningen (NRS 2012-13) |
| ---- | ------------------------- | --- | ------------------------------------------------- |
| A    | övre medelklass           | Högre företagsledande, administrativa eller akademiska yrken.                                                         | 4 %                                               |
| B    | medelklass                | Företagsledande, administrativa eller akademiska yrken på mellannivå.                                                 | 22 %                                              |
| C1   | lägre medelklass          | Arbetsledande eller kontorsarbetande yrken samt företagsledande, administrativa eller akademiska yrken på lägre nivå. | 27 %                                              |
| C2   | kvalificerad arbetarklass | Kvalificerade yrkesarbetare                                                                                           | 22 %                                              |
| D    | arbetarklass              | Lågkvalificerade arbetare och arbetare i sysselsättningar som inte kräver yrkeserfarenhet.                            | 16 %                                              |
| E    | icke-sysselsatta          | Tillfällighetsarbetare, pensionärer och andra som är i behov av försörjningsstöd.                                     | 9 %                                               |

Graderna grupperas ofta som ABC1 (medelklass) och C2DE (arbetarklass). Överklassen ingår inte i detta schema; den utgör cirka 2 % av Storbritanniens befolkning.

### NS-SEC
Vid folkräkningarna använder man sedan 2001 National Statistics Socio-Economic Classification.
| Grupp | Beskrivning                                      | Motsvarighet i NRS |
| ----- | ------------------------------------------------ | ------------------ |
| 1     | Högre företagsledande och akademiska yrken       | A                  |
| 2     | Lägre företagsledande och akademiska yrken       | B                  |
| 3     | Yrken på mellannivå                              | C1, C2             |
| 4     | Småföretagare och egenföretagare (ej akademiker) | C1, C2             |
| 5     | Lägre arbetsledande och tekniska yrken           | C1, C2             |
| 6     | Halvrutinyrken                                   | D                  |
| 7     | Rutinyrken                                       | D                  |
| 8     | Aldrig arbetat eller långtidsarbetslösa          | E                  |

Källa:  

## Sverige
Statistiska centralbyrån delar in befolkningen i Sverige i socioekonomiska grupper enligt systemet Socioekonomisk indelning (SEI).

### Översiktlig indelning
Den grova uppdelningen är i: 
- arbetare
- tjänstemän
- företagare
- ej förvärvsarbetande (studerande, hemarbetande, ålderspensionärer, förtidspensionärer, långvarigt arbetslösa och andra utan arbete). [6]

### Arbetare
- Arbetare i yrken som normalt organiserade inom LO.
- Arbetare kan antingen vara varuproducerande eller tjänsteproducerande. (Viktigt att notera eftersom det inte stämmer med en annan populär definition där arbetare producerar varor och tjänsteman tjänster.)
- Vidare skiljer man mellan facklärda och ej facklärda arbetare.[6]

### Tjänstemän
Arbetare i yrken som normalt organiserade inom TCO eller SACO.
Man skiljer mellan:
- Lägre tjänstemän
- Tjänstemän på mellannivå
- Högre tjänstemän
- Ledande befattningar

Vidare skiljer man mellan om tjänstemannen har personalansvar eller inte.

#### Lägre tjänstemän
Hit räknas tjänstemän som arbetar inom yrken som (tidigare) normalt inte krävt 3-årig gymnasieutbildning.. 
Ex Abonnemangsförsäljare, Ackordsuträknare, Allmänkontorist, Adresserare, Anmälningsmottagare, Annonsmottagare och Arkivarbetare.

#### Tjänstemän på mellannivå
Täcker breda grupper varav många kräver högskoleutbildningar som inte fanns (eller inte låg under högskolan) för 40 år sen. Så som 
högskoleingenjör, sjuksköterska och förskollärare. Andra exempel Account manager, Art Director, Administrativ chef på ett mindre företag, Affärsföreståndare för 5-9 anställda, Aktieförvaltare,  Allmänreporter, Arbetsförmedlare och Avdelningschef på en bank. ("Kategorisering har utgått från yrken där det normal krävs tre men ej sex års utbildning efter grundskola." enligt SCB .

#### Högre tjänstemän
Hit räknas tjänstemän som arbetar inom yrken som normalt kräver en mastersexamen.
Ex civilekonom, apotekare, läkare, advokat, affärsjurist, agronom, aktieanalytiker, gymnasielärare (allmänna ämnen), akustisk designer,  civilingenjör, amanuens och analytisk kemist.

### Företagare
Man skiljer mellan:
- Fria yrkesutövare med akademikeryrken,
- lantbrukare
- övriga företagare.

Vidare skiljer man mellan hur stort företaget är.